# Dolichomitus vitticrus
Dolichomitus vitticrus là một loài tò vò trong họ Ichneumonidae.